# Moras-en-Valloire
Moras-en-Valloire is een gemeente in het Franse departement Drôme (regio Auvergne-Rhône-Alpes) en telt 602 inwoners (1999). De plaats maakt deel uit van het arrondissement Valence.

## Geografie
De oppervlakte van Moras-en-Valloire bedraagt 8,6 km², de bevolkingsdichtheid is 70,0 inwoners per km².

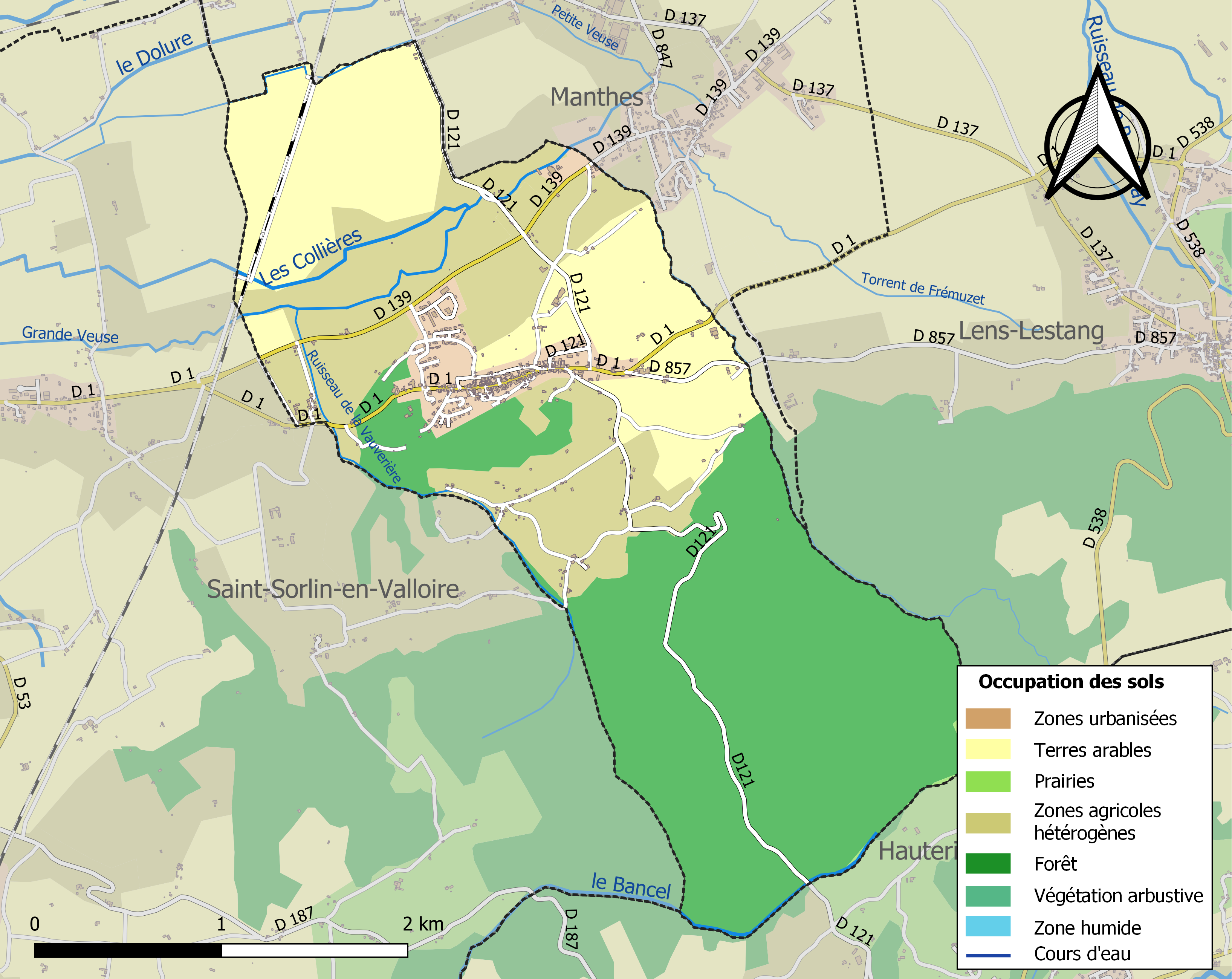
Kaart van de gemeente met belangrijkste infrastructuur, bodemgebruik en omliggende gemeenten

## Demografie
Onderstaande figuur toont het verloop van het inwonertal (bron: INSEE-tellingen).

## Geboren
- Lucien Rebatet (1903-1972), journalist en schrijver